# 阿让蒂讷
阿让蒂讷（法語：Argentine，法語發音：[aʁʒɑ̃tin] ⓘ）是法国萨瓦省的一个市镇，属于圣让德莫里耶讷区。

## 地理
阿让蒂讷（45°29'38"N, 6°18'46"E）面积28.03 平方千米，位于法国奥弗涅-罗讷-阿尔卑斯大区萨瓦省，该省份为法国东部省份，历史上为薩伏依的一部分，北起上萨瓦省，西接伊泽尔省和安省，南部和东部与上阿尔卑斯省和意大利接壤。
与阿让蒂讷接壤的市镇（或旧市镇、城区）包括：埃皮埃尔、蒙萨佩、拉莱谢尔、瓦勒达尔克。

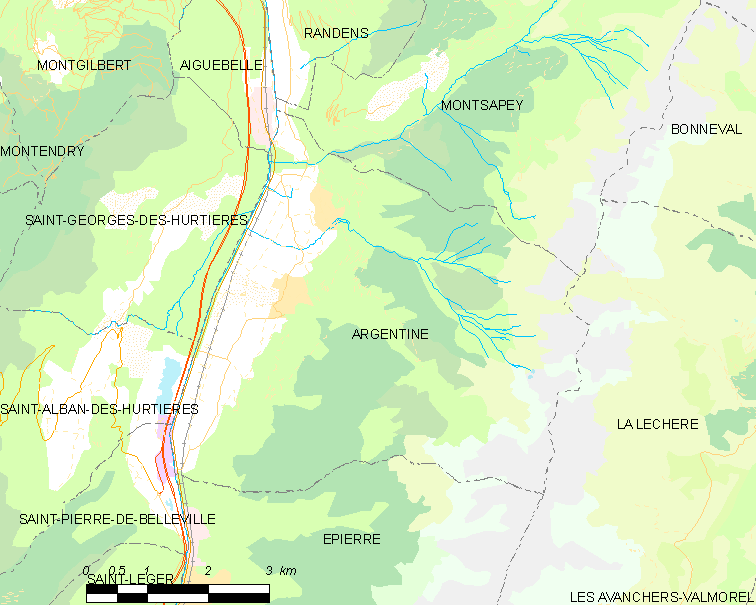
阿让蒂讷的OSM定位图

阿让蒂讷的时区为UTC+01:00、UTC+02:00（夏令时）。

## 行政
阿让蒂讷的邮政编码为73220，INSEE市镇编码为73019。

## 政治
阿让蒂讷所属的省级选区为圣皮埃尔达尔比尼县。

## 人口

1962-2008年间阿让蒂讷人口变化图示

阿让蒂讷于2022年1月1日时的人口数量为952人。